# Fontana del Genio a villa Giulia
La fontana del Genio a Villa Giulia o Genio di Villa Giulia, si trova nel parco di villa Giulia a Palermo.
La statua marmorea che la sormonta è una delle otto rappresentazioni monumentali del Genio di Palermo. Tra le diverse sculture che arredano villa Giulia è considerata, insieme all'orologio del Dodecaedro, la più importante e significativa.

## Storia
La scultura fu realizzata nel 1778 da Ignazio Marabitti su progetto di Nicolò Palma, che volle porla in prossimità dell'Orto Botanico, in fondo al viale a cui si accede dall'ingresso di Villa Giulia sul alto del mare.
La fontana venne inaugurata il 24 novembre 1778.
Nel 2009 la Regione siciliana ha inserito la Fontana del Genio a Villa Giulia nella Carta regionale dei luoghi dell'identità e della memoria siciliana (8410/2009).
Dal 2015 viene adottato dalla squadra di calcio dilettantistico Palermo Calcio Popolare quale logo della società basata sull'azionariato popolare

## La fontana
La figura del Genio, ricorda nell'aspetto la rappresentazione del Genio di Palermo ad opera di Vito D'Anna, nell'affresco del 1760 L'Apoteosi di Palermo a palazzo Isnello.
L'impianto strutturale della fontana è invece affine alla fontana del Genio di piazza Rivoluzione, anche se questa è più elegante e grande, e con le caratteristiche del tardo barocco siciliano.
L'opera è composta da una vasca circolare in pietra di Billiemi al cui centro si erge una roccia campeggiata da una scultura del Genio in marmo di Carrara, alta 2,56 metri.
La scultura rappresenta la magnificenza e le virtù della città, impersonate dal nume tutelare di Palermo che nutre dal petto un serpente, vestito con un'armatura romana e con uno scettro in mano, simbolo regale. 
l Genio ha accanto un'aquila, insegna della città; ai suoi piedi un cane, simbolo di fedeltà, e un fascio littorio, simbolo di potere. Sulla roccia vi è una cornucopia, simbolo di abbondanza; uno scufo con la Triscele, simbolo della Sicilia e una targa con l'iscrizione in latino Prima Sedes, Corona Regis et Regni Caput, che indica il ruolo di Palermo capitale. 
Su un'altra targa marmorea è inciso un distico in latino del poeta palermitano Giuseppe Delfino: Anguem, aquilam atque canem prudens, augusta fidelis Palladis et Cereris dona Panormus Habet.

## Galleria d'immagini

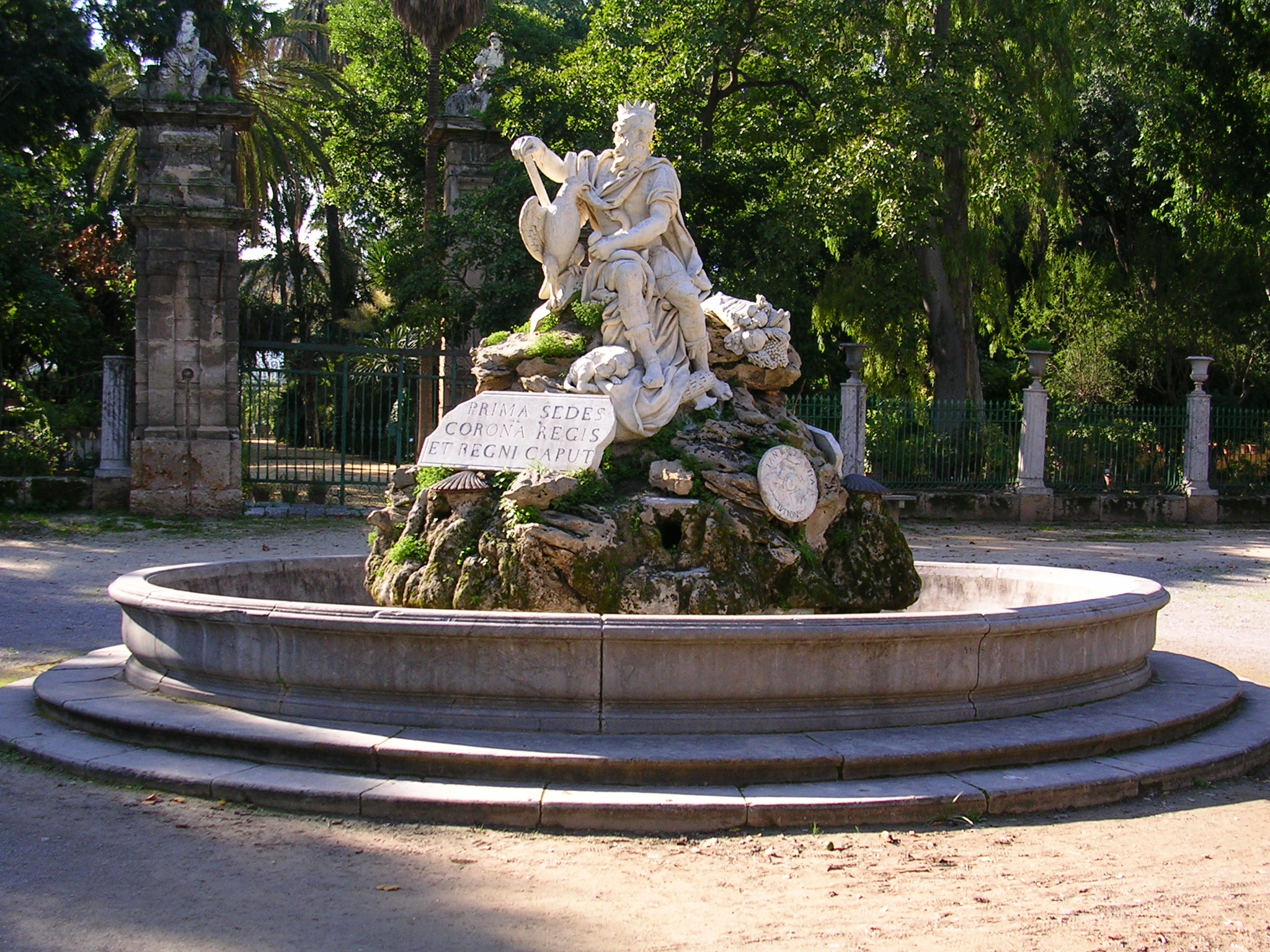
Fontana del Genio di Palermo a Villa Giulia.
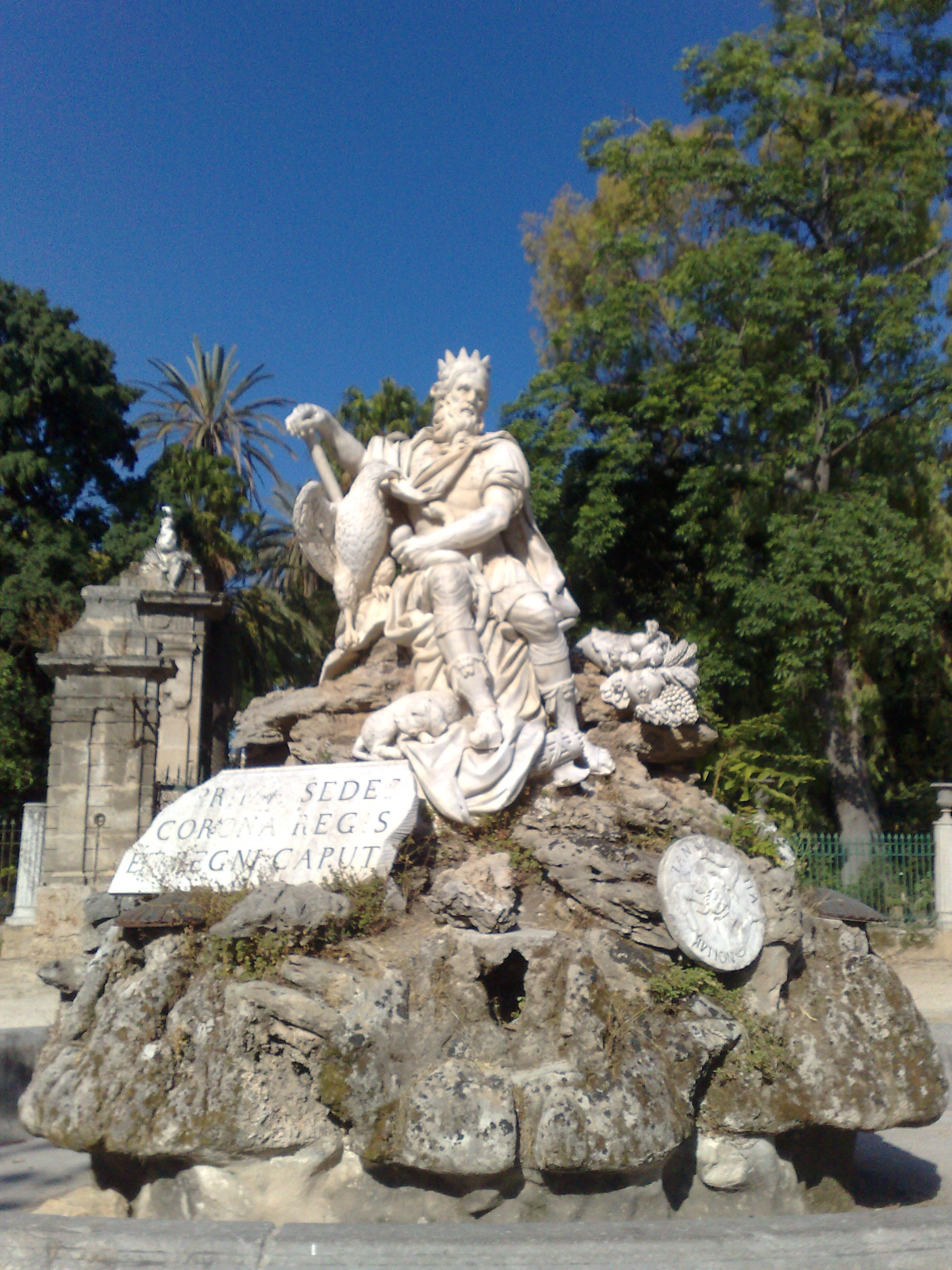
Il Genio di Palermo a Villa Giulia.